# Кузнецов, Николай Иванович (разведчик)
Никола́й Ива́нович Кузнецо́в  (при рождении Никано́р; 14 [27] июля 1911, Зырянка, Пермская губерния — 9 марта 1944, ок. Боратин, Львовская область) — советский сотрудник органов государственной безопасности, разведчик и партизан, лично ликвидировавший 11 генералов и высокопоставленных чиновников оккупационной администрации нацистской Германии. Герой Советского Союза (1944, посмертно).

## Биография

### Довоенные годы
Никанор Кузнецов родился 14 (27) июля 1911 года в Зырянке в крестьянской семье, у него были старшие сёстры Агафья, Лидия и младшие братья Фёдор и Виктор. В 1931 году сменил имя Никанор на Николай.

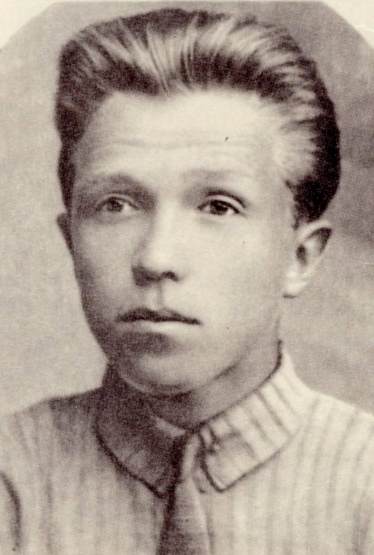
Николай Кузнецов, 1920-е годы

В 1926 году окончил семилетнюю школу, поступил на агрономическое отделение Тюменского сельскохозяйственного техникума. Проучившись год и став за это время комсомольцем, из-за смерти отца от туберкулёза вынужден был вернуться в родную деревню.
В 1927 году продолжил учёбу в Талицком лесном техникуме, где стал самостоятельно изучать немецкий язык, в итоге овладев им в совершенстве (позднее в ориентировке абвера указывалось, что он владеет шестью диалектами немецкого языка). Кузнецов вообще имел незаурядные языковые способности: с течением времени он изучил языки эсперанто и коми, а также польский и украинский.
В 1929 году, по обвинению в «белогвардейско-кулацком происхождении», исключён из комсомола и техникума.
Весной 1930 года оказался в Кудымкаре и был принят на работу Коми-Пермяцким окружным земельным управлением на должность помощника таксатора по устройству лесов местного значения. Здесь его восстановили в комсомоле. Позже восстановился и в техникум, но диплом защитить не разрешили — ограничились бумагой о прослушанных курсах.
Работая таксатором, Кузнецов обнаружил, что коллеги занимаются приписками, о чём сообщил в милицию. Суд приговорил расхитителей к срокам по 4-8 лет тюремного заключения, а Кузнецова — к году исправительных работ с удержанием 15 % зарплаты (при этом его снова исключили из комсомола).
После лесоустроительной партии Кузнецов некоторое время работал в Коми-Пермяцком «Многопромсоюзе» (Союз многопромысловых кооперативов) в должности конъюнктуриста и секретаря бюро цен, затем — около полугода — в промартели «Красный молот». Участвовал в коллективизации, в рейдах по сёлам и деревням, подвергался нападениям со стороны крестьян. По версии Теодора Гладкова, именно его поведение в моменты опасности (а также свободное владение коми-пермяцким языком) и привлекло внимание оперативников органов госбезопасности. С этого времени Кузнецов также участвует в акциях ОГПУ округа по ликвидации в лесах повстанческих групп (оперативные псевдонимы «Кулик» и «Учёный»).

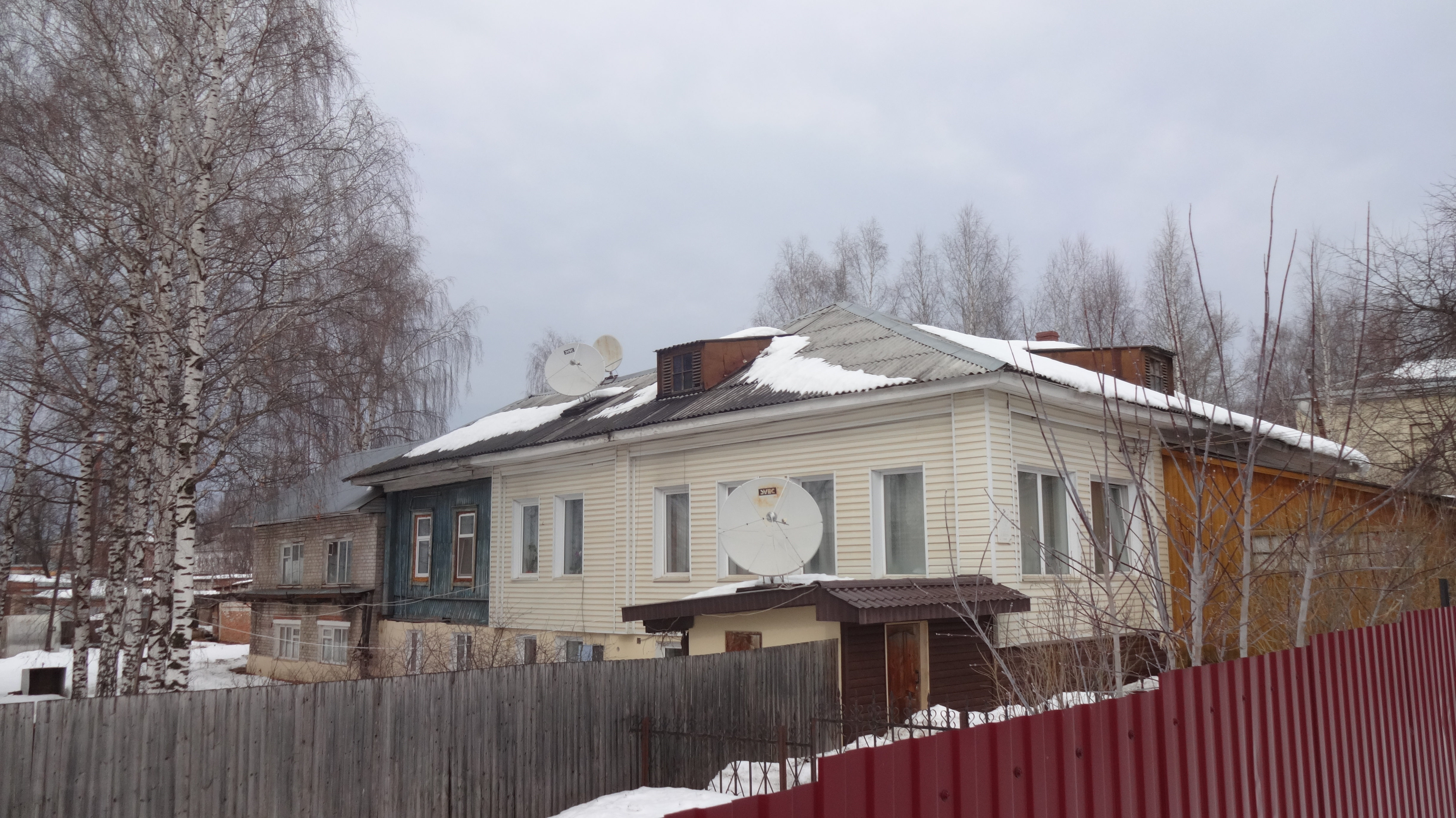
Дом в Кудымкаре по адресу ул. Кирова, 32, в котором работал Николай Кузнецов.

Работая в Кудымкаре, Кузнецов познакомился с местной девушкой Еленой Чугаевой (из села Кува, работала медсестрой в хирургическом отделении окружной больницы), на которой через некоторое время официально женился. Вместе они жили непродолжительное время, а при отъезде из Кудымкара развод официально так и не был оформлен.
Летом 1932 года Кузнецов берёт отпуск, приезжает в Свердловск (куда на постоянное жительство перебралась вся его семья) и успешно сдаёт приёмные экзамены на заочное отделение индустриального института. Учась в Уральском индустриальном институте, продолжал совершенствоваться в немецком (по легенде, одним из преподавателей немецкого у Кузнецова была Ольга Весёлкина, достоверность этого рядом исследователей поставлена под сомнение).
С 1934 года работает в Свердловске — статистик в тресте «Свердлес». Затем непродолжительное время чертёжником на Верх-Исетском заводе, а с мая 1935 года перешёл на «Уралмашзавод» расцеховщиком конструкторского бюро, где вёл оперативную разработку иностранных специалистов (на тот момент имел псевдоним «Колонист»). В феврале 1936 уволен с завода «как прогульщик».
В 1938 году арестован Свердловским областным управлением НКВД, провёл несколько месяцев в тюрьме.
Весной 1938 года находился на территории Коми АССР, был в аппарате наркома НКВД Коми АССР М. И. Журавлёва, помогал как специалист по лесному делу. Журавлёв чуть позже позвонил в Москву начальнику отделения контрразведывательного управления ГУГБ НКВД СССР Леониду Райхману и предложил ему взять Кузнецова в центральный аппарат НКВД как особо одарённого агента. Кузнецов получил особый статус в органах госбезопасности: особо засекреченный спецагент с окладом содержания по ставке кадрового оперуполномоченного центрального аппарата.
Кузнецову выдают паспорт советского образца на имя немца Рудольфа Вильгельмовича Шмидта. С 1938 года выполнял спецзадание по внедрению в дипломатическую среду Москвы — активно знакомился с иностранными дипломатами, посещал светские мероприятия, выходил на друзей и любовниц дипломатов. С самими дипломатами заключал сделки по покупке разных ценных товаров. Так, в частности, был завербован советник дипломатической миссии Словакии (режим Й. Тисо) в Москве Гейза-Ладислав Крно.
Для работы с немецкой агентурой для Кузнецова была «слегендирована» профессия инженера-испытателя московского авиационного завода № 22. При его участии в квартире военно-морского атташе Германии в Москве фрегаттен-капитана Норберта Вильгельма Баумбаха был вскрыт сейф и пересняты секретные документы. Также Кузнецов принимал непосредственное участие в перехватах дипломатической почты, когда дипкурьеры останавливались в гостиницах (в частности, в «Метрополе»), вошёл в окружение военного атташе Германии в Москве Эрнста Кёстринга, что позволило спецслужбам наладить прослушивание квартиры дипломата.

### Военные годы
Почти сразу после начала Великой Отечественной войны, 5 июля 1941 года для организации разведывательно-диверсионной работы в тылу немецкой армии была сформирована «Особая группа при наркоме внутренних дел СССР», которую возглавил старший майор государственной безопасности Павел Анатольевич Судоплатов. В январе 1942 года данная группа преобразована в 4-е управление НКВД, а в неё зачислен Николай Кузнецов.
Разведчику «слегендировали» биографию немецкого офицера, старшего лейтенанта (обер-лейтенанта) Пауля Вильгельма Зиберта . Поначалу его определили в люфтваффе, но позже «перевели» в пехоту (76 пехотный полк, 230 пехотная дивизия). Зимой 1942 года переведён в лагерь для немецких военнопленных в Красногорске, где осваивал порядки, быт и нравы армии Германии. Затем под фамилией Петров тренировался в прыжках с парашютом. По итогам всех испытаний решено было использовать Кузнецова в тылу врага по линии «Т» (террор).
Летом 1942 года под именем Николая Васильевича Грачёва направлен в отряд специального назначения «Победители» под командованием полковника Дмитрия Медведева, который обосновался вблизи оккупированного города Ровно. Этот город был административным центром рейхскомиссариата Украина.
С октября 1942 года Кузнецов под именем немецкого офицера Пауля Зиберта с документами сотрудника тайной немецкой полиции вёл разведывательную деятельность в Ровно, постоянно общался с офицерами вермахта, спецслужб, высшими чиновниками оккупационных властей, передавая сведения в партизанский отряд.
7 февраля 1943 года Кузнецов, устроив засаду, взял в плен майора Гаана — курьера рейхскомиссариата Украины, который вёз в своём портфеле секретную карту. После изучения карты и допроса Гаана выяснилось, что в 8 км от Винницы сооружён бункер Гитлера под кодовым названием «Вервольф». Информация об этой ставке фюрера была срочно передана в Москву. В начале июня Кузнецову удалось получить важные сведения о подготовке немецкого наступления на Курской дуге.
С весны 1943 года несколько раз пытался осуществить своё главное задание — физическое уничтожение рейхскомиссара Украины Эриха Коха. Две попытки — 20 апреля 1943 во время военного парада в честь дня рождения Гитлера и в июне 1943 года во время личного приёма у Коха по случаю возможной женитьбы на девушке-фольксдойче(Валентина Довгер) — не удались.
С мая 1943 года помощь в операциях Кузнецову оказывала жительница Ровно Лидия Лисовская, официантка казино хозштаба немецких войск; позже к операциям была привлечена и её двоюродная сестра Мария Микота.
Осенью 1943 года были организованы несколько покушений на постоянного заместителя Э. Коха и руководителя управления администрации рейхскомиссариата Пауля Даргеля:
- 20 сентября Кузнецов по ошибке вместо Даргеля убил заместителя Э. Коха по финансам Ганса Геля и его секретаря Винтера;
- 30 сентября он пытался убить Даргеля противотанковой гранатой. Даргель получил тяжёлые ранения и потерял обе ноги (сам Кузнецов был ранен осколком гранаты в плечо), но выжил. После этого на самолёте Даргель был вывезен в Берлин[14][15].

После этого было принято решение организовать похищение (с последующей переброской в Москву) прибывшего летом в Ровно командира соединения «восточных батальонов» генерал-майора Макса Ильгена. В задачу последнего входила разработка плана по ликвидации партизанских соединений.16 ноября 1943 года Ильген был захвачен вместе с Паулем Гранау — шофёром Э. Коха, но в Москву их вывезти не удалось — партизанский отряд отошёл от города на недосягаемое расстояние; Ильген был расстрелян на одном из хуторов близ Ровно.
16 ноября 1943 года Кузнецов провёл свою последнюю ликвидацию в Ровно — был убит глава юридического отдела рейхскомиссариата Украины оберфюрер СА Альфред Функ.
От него первого была получена информация о подготовке Операции «Длинный прыжок» — покушения на лидеров «Большой тройки» на Тегеранской конференции.
В январе 1944 года командир отряда «Победители» Медведев приказывает Кузнецову, «получившему» чин гауптмана, отправляться вслед за отступающими немецкими войсками с первой остановкой во Львове. 31 января был задержан и отправлен в здание ВВС, там же застрелил подполковника авиации Петерса после проверки документов. На месте происшествия найдены 3 гильзы 7,65 калибра .Вместе с Кузнецовым выехали во Львов разведчики Иван Белов и Ян Каминский, у которого во Львове были многочисленная родня и немало знакомых. Во Львове Кузнецов уничтожил нескольких оккупантов — в частности, были ликвидированы шеф правительства дистрикта Галиция Отто Бауэр и начальник канцелярии правительства генерал-губернаторства доктор Генрих Шнайдер.

#### Гибель

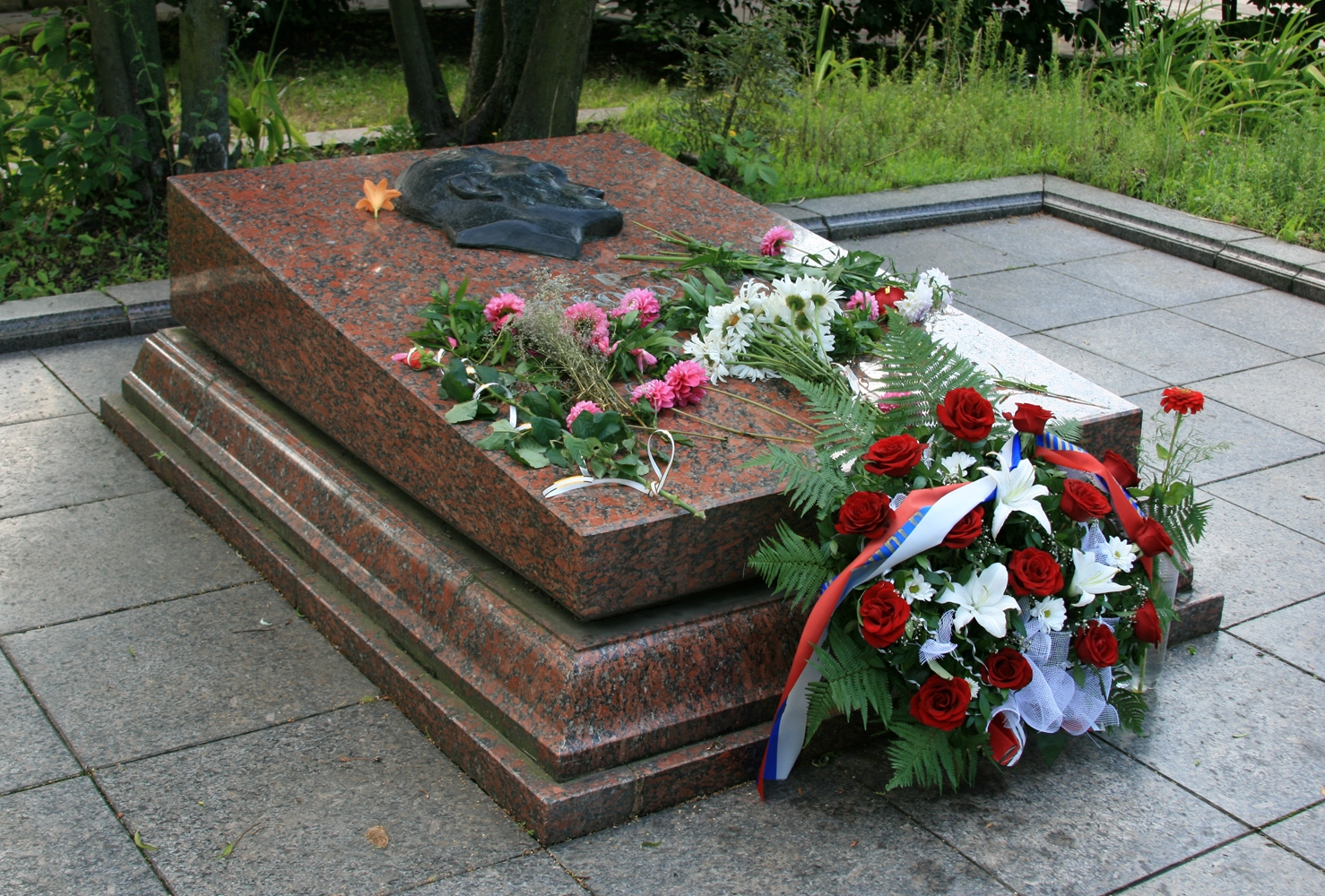
Могила Николая Кузнецова
на Холме Славы во Львове

Весной 1944 года ориентировки с описанием гауптмана имели многие немецкие патрули в городах Западной Украины. Кузнецов решает уйти из города, пробиться в партизанский отряд или выйти за линию фронта.
Согласно Александру Колпакиди, свою последнюю акцию Кузнецов совершил 12 февраля 1944 года в 18 км от Львова, когда у него проверяли документы у села Куровичи. Им был убит майор фельджандармерии Кантер.
Дальнейшая судьба Кузнецова оставалась неясной в течение нескольких месяцев и до сих пор точно не выяснена. Первичные и неточные обстоятельства смерти Кузнецова и товарищей известны из отчёта, который направил Г. Мюллеру руководитель полиции и СД в Галиции Йозеф Витиска, который в свою очередь ссылался на представителей ОУН. Из отчёта следовало, что он погиб в марте 1944 года и что так или иначе к этому делу причастны повстанцы из УПА, которые известили об этом представителей Г. А. Прютцмана. Полная картина событий была восстановлена лишь 15 лет спустя в результате расследования и опроса непосредственных свидетелей. Было установлено, что погибли Кузнецов со спутником в селе Боратин Львовской области и похоронены в селе Мельче.
9 марта 1944 года, приблизившись к линии фронта, в селе Боратин Бродовского района группа Кузнецова натолкнулась на неизвестных им военнослужащих (как оказалось — бойцов УПА). В ходе перестрелки с ними Николай Кузнецов и его спутники Ян Каминский и Иван Белов были убиты (по одной из версий Кузнецов погиб, подорвав себя гранатой).
Возможное захоронение группы Кузнецова было обнаружено 17 сентября 1959 года в урочище Кутыки благодаря поисковой работе его боевого товарища Николая Струтинского. Струтинский добился перезахоронения предполагаемых останков Кузнецова во Львове на Холме Славы 27 июля 1960 года.
Судебно-медицинское опознание и реконструкция облика Кузнецова по черепу выполнялись сотрудниками Михаила Герасимова (Сурнина, Успенский, Институт этнографии АН СССР).

## Отзывы современников
Нобелевский лауреат Фредерик Жолио-Кюри:

Если бы меня спросили, кого я считаю самой сильной и привлекательной личностью среди плеяды борцов против фашизма, я бы без колебаний ответил: Николая Ивановича Кузнецова, великого гуманиста, уничтожавшего тех, кто хотел уничтожить человечество
Ю. А. Гагарин:

Облик народного мстителя Николая Кузнецова всегда был для меня примером безграничного служения своему народу и своей родине, человечеству и прогрессу

## Награды
- Указом Президиума Верховного Совета СССР от 5 ноября 1944 года за исключительное мужество и храбрость при выполнении заданий командования Николай Иванович Кузнецов был удостоен звания Героя Советского Союза (посмертно). Также данным указом были награждены Золотой Звездой Героя сотрудники спецподразделений НКВД СССР, действовавшие в тылу врага (среди них — и командир «Победителей» Дмитрий Николаевич Медведев).
- Награждён двумя орденами Ленина (25 декабря 1943, 5 ноября 1944).
- Медаль «Партизану Отечественной войны» 1 степени (29 июня 1944 года).

## Память

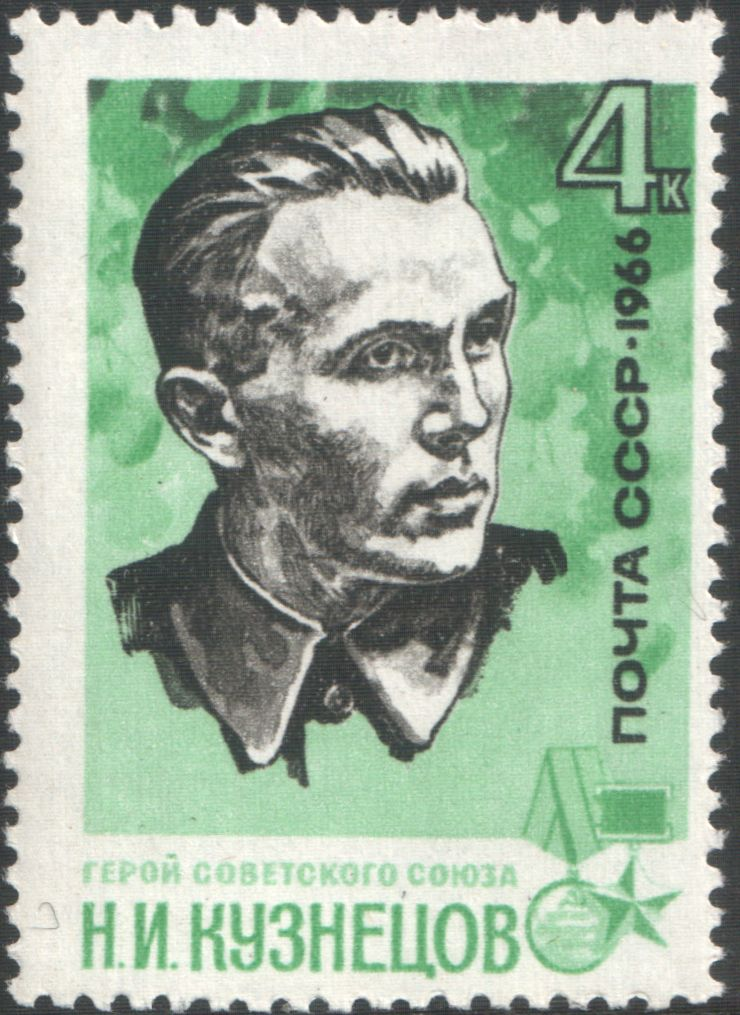
Почтовая марка СССР,
1966 год

Памятник в Тюмени

Памятник в Екатеринбурге

### Книги
- «Во имя Родины» Николай Струтинский, Екатеринбург, 2017 г.
- «Это было под Ровно» (1948) Д. Н. Медведева (в книге Кузнецов показан как герой-подпольщик, храбрый партизан, но не упоминается его отношение к органам НКВД).
- «Сильные духом», роман Д. Н. Медведева.
- «Человек, который не знал страха». Бранко Китанович.
- «Так начиналась легенда». Геннадий Константинович Конин.
- «Разведчик Николай Кузнецов». Виктор Иванович Кузнецов и Лидия Ивановна Брюханова.
- «…И стал разведчиком». Виктор Иванович Кузнецов и Лидия Ивановна Брюханова.
- «Отряд особого назначения». Семёнов Валентин Гаврилович (связной разведчика).
- «Прыжок в легенду». Николай Гнидюк.
- «О чём звенели рельсы». Николай Гнидюк.
- «Поединок». Терентий Новак.
- «На берегах Горыни и Случи». Николай Струтинский.
- «Подвиг». Николай Струтинский.
- «Чекист». Альберт Цессарский.
- «Записки партизанского врача». Альберт Цессарский.
- «Николай Кузнецов. Непревзойдённая легенда». Сергей Петрович Кузнецов и Дмитрий Сергеевич Кузнецов.
- «Грачев — „Центру“». Ким Петрович Закалюк (1977 г).
- "Легендарные разведчики-2" глава: "Версия. Как  погиб разведчик Кузнецов." Н.Долгополов. ЖЗЛ, Москва, Молодая гвардия, 2021 г.
- «Николай Кузнецов» А. Лукин, Т. Гладков. Жизнь Замечательных Людей. 1971 г. Издательство ЦК ВЛКСМ «Молодая гвардия». Выпуск 2 (509).

### Фильмы
- Документальный «Кузнецов. Герой под грифом „секретно“» (2021).
- Художественный «Подвиг разведчика» (1947), в котором представлен собирательный образ разведчика, действующего на территории Украины, фамилия и звание главного героя — майор Федотов, в его роли — Павел Кадочников.
- Художественный «Сильные духом» (1967), в роли Гунар Цилинский.
- Художественный многосерийный «Отряд специального назначения» (1987), в роли Александр Михайлов.
- Спектакль «Перехожу к действию» (шёл на сцене Свердловского театра драмы).
- Художественно-документальный сериал «Диверсанты» (2012), в роли Юрий Щербак.
- Художественный телесериал «По лезвию бритвы» (2014 год), в роли Кузнецова Владислав Резник.
- Сериал «Начальник разведки», 2022 г., Россия. В роли Кузнецова Евгений Санников.

### Памятники
- в Ровно (бронза, гранит, 1961, скульпторы В. П. Винайкин, И. П. Шаповал, архитектор В. Г. Гнездилов)[21] (перенесён на военное кладбище ул. Дубенская)[22]. 3 мая 2022 был демонтирован.
- во Львове, напротив «Львовэнерго» (снесён в июне 1992 г.), перевезен в г. Талица, в сквер им. Н. И. Кузнецова.
- в Екатеринбурге на Уралмаше, открыт в мае 1985 года (бронза, гранит, высота 12 м).
- в Тюмени, возле здания Сельскохозяйственного университета, бывшего Сельхозтехникума. Установлен в 1967 году.
- в Челябинске, около МАОУ СОШ № 118, носящей его имя, и школы № 128[23].
- в Екатеринбурге, около школы № 72, носящей его имя.
- в Талице, около входа в Талицкий лесотехнический техникум и в сквере имени Н. И. Кузнецова (перевезенный из г. Львова).
- в Черкесске, в парке Зелёный остров.

### Другое
- Созданы десятки музеев (в 1992 г. музеи славы Кузнецова в Ровно и во Львове ликвидированы), 17 школ и свыше 100 пионерских дружин носили его имя. Ещё в шестистах школах были оформлены стенды, посвящённые памяти героя.
- Талицкому лесному техникуму, где учился Кузнецов, в 1980 г. присвоено его имя.
- Имя Кузнецовск в 1977—2016 годах носил город Вараш Ровенской области Украины
- В Москве на доме 20, корпус 1, по улице Старая Басманная, где Кузнецов проживал до 1942 года, установлена мемориальная доска[24].
- В посёлке Менделеево, Пермский край, на железнодорожном вокзале, где Кузнецов в 30-е годы был проездом, установлена мемориальная доска.
- В мае 2005 года мемориальная доска установлена в Екатеринбурге на стене дома, где жил Кузнецов с 1936 по 1937 год (проспект Ленина 52/1)[25].
- Почётный житель Кудымкара (с 1977)[5]. Также в Кудымкаре его именем названа школа.
- Почётный житель Екатеринбурга (с февраля 1978).
- В честь Кузнецова названа малая планета (2233) Кузнецов[26].
- Именем Кузнецова названа экологическая туристическая тропа по окрестностям Екатеринбурга, открытая 27 июля 1986 года.
- Именем Николая Кузнецова назван пик на Памире, первовосхождение на который совершили альпинисты Свердловска в 1965 году[27][28].
- Близ п. Новосёловский, лесоучасток Кудымкарского района Пермского края, местными жителями в 70-х годах XX века были произведены лесопосадки в форме слова «КУЗНЕЦОВ». В настоящее время слово отчётливо видно на снимках из космоса. Координаты: долгота: 54°42′25.24″E (54.707011), широта: 58°54′12.11″N (58.903365);
- Именем Кузнецова назван парк в городе Старый Оскол (в 2011 году);
- имя Героя Советского Союза Кузнецова Н. И. носят отдел Специальной подготовки учебного военного центра и военная кафедра факультета военного обучения Уральского Федерального университета;
- В г. Евпатория детский пансионат носит имя Н. И. Кузнецова;
- В ряде городов бывшего СССР в честь Кузнецова названы улицы:
- В г. Екатеринбурге в честь Н. И. Кузнецова названа улица в Орджоникидзевском адм. районе (в жилом районе Уралмаш) — бывшая Перекопская улица.
- Волгоградский поэт Павел Великжанин посвятил памяти Н. И. Кузнецова стихотворение «Николай Кузнецов»[29].
- МАОУ СОШ № 37 города Тюмени имени Героя Советского Союза Н. И. Кузнецова[30].
- МАОУ СОШ № 118 города Челябинска имени Героя Советского Союза Кузнецова Н. И.

### На Украине

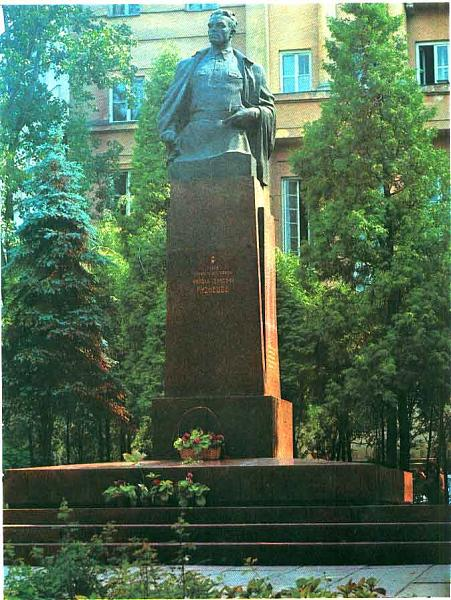
Демонтированный памятник Николаю Кузнецову во Львове (перенесён в г.Талица)

В 1990—1991 годы в западноукраинских СМИ проявился ряд протестов бывших участников Украинской повстанческой армии против увековечения памяти Кузнецова. Памятники Кузнецову во Львове и Ровно были демонтированы в 1992 году. В ноябре 1992 года при содействии бывшего советского партизана Николая Струтинского львовский памятник был вывезен в Талицу Свердловской области. 14 апреля 2015 года памятник Кузнецову в селе Повча Ровенской области был уничтожен.
В 2015 году имя Николая Кузнецова внесено в Список лиц, подпадающих под закон о декоммунизации. Улицы и другие топонимы, названные в честь лиц из приведённого перечня, должны быть переименованы. В 2016 году на основании этого закона городу Кузнецовск Ровенской области было возвращено название Вараш, которое он имел до 1973 года, когда ещё не имел статуса города.
21 июня 2018 года группой неизвестных осквернена могила Н. И. Кузнецова во Львове.
6 марта 2019 года неизвестные похитили с надгробной плиты на Холме Славы во Львове бронзовый барельеф советского разведчика Николая Кузнецова.
В октябре 2021 года мэр Львова Андрей Садовой заявил, что власти города не будут передавать России останки советского разведчика Николая Кузнецова, несмотря на окончательное решение высшей судебной инстанции — Кассационного административного суда Верховного суда Украины, вынесенное 15 сентября по итогам 13-летнего судебного разбирательства по иску оставшихся в живых родственников Н.Кузнецова.
3 мая 2022 памятник в городе Ровно был демонтирован.